# كوايك 2
كوايك 2 (بالإنجليزية: Quake II)وهي لعبة فيديو من نوع تصويب منظور الشخص الأول  صدرت في ديسمبر عام 1997، وهي اللعبة الثانية من سلسلة الألعاب كوايك. من تطوير إد سوفتوير ونشر أكتيفجن .لا تعتبر تكملة مباشرة للعبة كوايك الأولى لكنها لم تختلف كثيراً عنها، لذا قررت إد سوفتوير العودة إلى العلامة التجارية السابقة لها و إصدار نسخة أقرب إلى لعبة كوايك الأولى. صممت فيما بعد كوايك 4 وهي تكملة للجزء الثاني.
تم تقديم الموسيقى التصويرية لـ كوايك 2 بشكل أساسي بواسطة Sonic Mayhem ، مع بعض المسارات الإضافية بواسطة بيل براون ؛ تم تأليف الموضوع الرئيسي أيضًا من قبل بيل براون وروب زومبي ، ومسار واحد من تأليف جير سيبولت. تم تأليف الموسيقى التصويرية لإصدار نينتندو 64 من اللعبة بواسطة أوبري هودجز، الذي يُنسب إليه اسم كين «ريزور» ريتشموند.

## أسلوب اللعب
كوايك 2 هي لعبة إطلاق نار من منظور شخص الأول، حيث يقوم اللاعب بإطلاق النار على الأعداء من منظور الشخصية الرئيسية. طريقة اللعب مشابهة جدًا لتلك الموجودة في كوايك، من حيث الحركة وأدوات التحكم، وعلى الرغم من إبطاء سرعة حركة اللاعب، أصبح اللاعب قادرًا على الانحناء. تحتفظ اللعبة بأربعة من ثمانية أسلحة من كوايك (البندقية، سوبر شوتجن، قاذفة قنابل، و قاذفة الصواريخ) ، على الرغم من إعادة تصميمها بصريًا وجعلها تعمل بطرق مختلفة قليلاً. ما تبقى من أسلحة كوايك الثمانية (الفأس، و بندقية المسمار، و بندقية سوبر المسمار،والصاعقة) غير موجودة في كوايك 2. الأسلحة الستة التي تم تقديمها حديثًا هي مكبر و رشاش و سلسلة بندقية و هايبر بلاستر و رايلجن و BFG10K. توجد قوة Quad Damage من كوايك 1 في كوايك 2، وتشمل عمليات التقوية الجديدة Ammo Pack و مناعة و باندوليرو Enviro-Suit و إعادة التنفس و كاتم الصوت.
تتميز لعبة اللاعب الفردي بعدد من التغييرات من كوايك. أولاً ، يُمنح اللاعب أهدافًا قائمة على المهمة تتوافق مع القصة، بما في ذلك سرقة رأس قائد دبابة لفتح باب واستدعاء ضربة جوية على ملجأ. تُستخدم مشاهد CGI لتوضيح تقدم اللاعب من خلال الأهداف الرئيسية، على الرغم من أنها جميعها في الأساس نفس مقطع الفيديو القصير، الذي يعرض صورة محوسبة لشخصية اللاعب أثناء تنقله عبر مستويات اللعبة. إضافة أخرى هي إدراج نوع شخصية غير عدائي: الرفاق الأسير من شخصية اللاعب. ومع ذلك، لا يمكن التفاعل مع هذه الشخصيات، حيث تم دفعهم جميعًا إلى الجنون من قبل خاطفي ستروج.
تتميز اللعبة بمستويات أكبر بكثير من كوايك، مع العديد من المناطق المفتوحة على نطاق واسع. يوجد أيضًا نظام محور يسمح للاعب بالسفر ذهابًا وإيابًا بين المستويات، وهو أمر ضروري لإكمال أهداف مُعينة. بعض القوام والرموز التي تظهر في اللعبة شبيهة جدًا ببعض تلك الموجودة في كوايك. يظهر الأعداء جروحًا واضحة بعد تعرضهم للضرر.

## القصة
يقع كوايك 2 في بيئة خيال علمية. في لعبة اللاعب الفردي، يتولى اللاعب دور أحد مُشاة البحرية المُسمى بيترمان الذي يُشارك في عملية «الكائن الفضائي أفرلورد» ، وهي مُحاولة يائسة لمنع غزو الكائن الفضائي للأرض من خلال شن هجوم وقائي ضد الكوكب المُعادي (حضارة ستروغ). يتم أسر أو قتل مُعظم الجنود الآخرين بمُجرد اقترابهم من منطقة الإنزال المُخطط لها. ينجو بيترمان ويشقّ طريقه عبر مدينة ستروغ، ويُدمر الأهداف الإستراتيجية على طول الطريق، ويقتل في النهاية زعيم مدينة ستروغ، ماكرون في قاعدة الكويكب المدارية الخاصة به.

## التطوير
في الأصل، كان من المفترض أن تكون كوايك 2 لعبة جديدة تمامًا و IP ؛ تم اللعب بعناوين مثل "Strogg" و "Lock and Load" وحتى "Load" في الأيام الأولى من التطوير. ولكن بعد العديد من المحاولات الفاشلة، قرر الفريق في id التمسك بـ «كوايك 2» والتخلي عن موضوع الرعب القوطي من الأصل لصالح جمالية أكثر من الخيال العلمي.
تم تطوير اللعبة بفريق مكون من 13 شخصًا. قال الفنان والمالك المشارك أدريان كارماك إن لعبة كوايك 2 هي لعبته المُفضلة في السلسلة لأنها «كانت مشروعًا مختلفًا ومتماسكًا». هذه أيضًا آخر لعبة برمجية معرّف لعرضها على أميريكان مكغي قبل طرده بعد فترة وجيزة من صدوره. تستخدم كوايك 2 نموذجًا محسنًا بين العميل والخادم تم تقديمه في  كوايك. يمكن تغيير رمز اللعبة الخاص بـ  كوايك 2، والذي يحدد جميع وظائف الأسلحة والكيانات وميكانيكا اللعبة، بأي شكل من الأشكال لأن إد سوفتوير قامت بنشر الكود المصدري للتنفيذ الخاص بها والذي تم شحنه مع اللعبة. يستخدم كوايك 2 وظائف المكتبة المشتركة لنظام التشغيل لتحميل مكتبة الألعاب في وقت التشغيل - وهذه هي الطريقة التي يستطيع بها مؤلفو التعديل تعديل اللعبة وتوفير آليات لعب مختلفة وأسلحة جديدة وغير ذلك الكثير.

## الإصدار
صدرت كوايك 2 في 9 ديسمبر 1997 ، في الولايات المتحدة، وفي 12 ديسمبر في أوروبا. على الرغم من العنوان، فإن كوايك 2 هو تكملة للعبة كوايك الأصلية بالاسم فقط. السيناريو والأعداء والموضوع منفصلون تمامًا ولا يقعون في نفس استمرارية كوايك. أرادت إد سوفتوير في البداية تعيينها بشكل منفصل عن كوايك، ولكن لأسباب قانونية (تم أخذ معظم الأسماء المقترحة بالفعل)، قرروا استخدام عنوان العمل. تم اعتماد كوايك 2 أيضًا كاسم لزيادة شعبية كوايك وفقًا لـ جينيل جاكوايس. تم إصدار كوايك على Steam ، لكن هذا الإصدار لا يشمل الموسيقى التصويرية. تم إصدار اللعبة على قرص إضافي مُضمّن مع كوايك 4 إصدار خاص للكمبيوتر الشخصي، جنبًا إلى جنب مع كلتا حُزم التوسعة. هذا الإصدار يفتقر أيضًا إلى الموسيقى التصويرية. يتوفر كوايك 2 أيضًا على قرص إضافي مع إصدار إكس بوكس 360 من كوايك 4. هذا الإصدار عبارة عن منفذ مباشر يتميز بالموسيقى التصويرية الأصلية وخرائط متعددة اللاعبين.
في عام 2015 ، تم إصدار «كوايك 2: الأضرار الرباعية» وهي حزمة تحتوي على اللعبة الأصلية مع حزم المهام ، على موقع GOG.com ، ولكن بخلاف الإصدارات السابقة يحتوي هذا الإصدار على قاذفة جديدة قابلة للتخصيص والموسيقى التصويرية الرسمية بتنسيق OGG الذي تم إنشاؤه يمكن تشغيله داخل اللعبة، مما يجعله الإصدار الرقمي الوحيد الذي يتضمن الموسيقى. تم تضمين في اللعبة المجموعات الرسمية كـ «كوايك 2: العملاق» و«كوايك 2 المُطلق»  ونسخة معدلة من اللعبة بعنوان «كوايك 2  RTX» بواسطة إنفيديا في مارس 2019  وتم إصدارها في 6 يونيو لنظامي التشغيل Windows و Linux على ستيم.
التوسعات كوايك 2 :
- كوايك 2 حزمة مهمة: المحاسبة
- كوايك 2حزمة مهمة: جراوند زيرو
- كوايك 2 نتباك : المتطرفين

## الاستقبال
| استقبال |                             |
| --- | --------------------------- |
| مجموع النقاط المجموع نقاط غيم رانكينغز 87% (PC) [ 15 ] 81% (N64) [ 16 ] 80% (PS) [ 17 ] نتائج المراجعة نشرة نقاط أول غيم (PC) [ 18 ] كمبيوتر آند فيديو غيمز (PC) [ 19 ] غيمفان 248/300 (N64) [ 20 ] غيم سبوت 9.0/10 (PC) [ 21 ] نيكست جينرايشن (PC, N64) Macworld [ 22 ] سيدني مورنينغ هيرالد 4.5/5 [ 23 ] |                             |
| مجموع النقاط |                             |
| المجموع | نقاط                        |
| غيم رانكينغز | 87% (PC) 81% (N64) 80% (PS) |
| نتائج المراجعة |                             |
| نشرة | نقاط                        |
| أول غيم | (PC)                        |
| كمبيوتر آند فيديو غيمز | (PC)                        |
| غيمفان | 248/300 (N64)               |
| غيم سبوت | 9.0/10 (PC)                 |
| نيكست جينرايشن | (PC, N64)                   |
| Macworld | [ 22 ]                      |
| سيدني مورنينغ هيرالد | 4.5/5                       |

### المبيعات
دخلت كوايك 2 مبيعات ألعاب الكمبيوتر الشهرية لبيانات الكمبيوتر في المرتبة الثانية في ديسمبر 1997 ، خلف Riven. وصلت مبيعات اللعبة في الولايات المتحدة وحدها إلى 240،913 نسخة بنهاية عام 1997، بعد إصدارها في 9 ديسمبر. وفقًا لبيانات الكمبيوتر، كانت لعبة الكمبيوتر رقم 22 الأكثر مبيعًا في البلاد لعام 1997 ، حصلت كوايك 2 على المركز الخامس في مخططات بيانات الكمبيوتر الشخصي لشهر يناير وفبراير 1998، ثم انخفضت إلى رقم 8 في مارس ورقم 9 في أبريل. وظلت في أعلى 20 شركة لبيانات الكمبيوتر الشخصي لمدة شهرين آخرين، قبل الخروج في يوليو 1998. تجاوز كوايك 2 850.000 تسخة تم شحنها إلى تجار التجزئة بحلول مايو 1998 ، و 900.000 بحلول يونيو.
وفقًا لبيانات الكمبيوتر الشخصي ، كانت لعبة  كوايك 2 هي لعبة الكمبيوتر الأكثر مبيعًا في الولايات المتحدة خلال الفترة من يناير إلى نوفمبر 1998. وحصلت في النهاية على المركز الخامس عشر للعام بأكمله ، بمبيعات بلغت 279،536 نسخة وعائدات بلغت 12.6 مليون دولار. ذكرت GameDaily في يناير 1999 أن مبيعات  كوايك 2 في الولايات المتحدة قد وصلت إلى 550.000 نسخة ؛ ارتفع هذا الرقم إلى 610.000 وحدة بحلول ديسمبر من ذلك العام. في جميع أنحاء العالم ، باعت كوايك 2 أكثر من مليون نسخة بحلول عام 2002.